# Данилевський Андрій Іванович
Андрій Іванович Даниле́вський (нар. 1847 — пом. ?) — український живописець і педагог. Брат письменника Григорія Данилевського.

## Біографія
Народився 1847 року. Навчався у Харківській малювальній школі Марії Раєвської-Іванової; протягом 1870—1877 років — у Петербурзькій академії мистецтв. За час навчання здобув: у 1873 році — малу срібну медаль; у 1874 році — велику та малу срібні медалі; 31 жовтня 1877 року — звання класного художника ІІ ступеня за програму «Адам та Єва знаходять убитого Авеля».
З 1891 року був секретарем Харківського товариства любителів витончених мистецтв; з 1896 року працював викладачем Харківського інституту шляхетних дівчат, школи малювання, живопису й архітектури при Міському художньо-промисловому музеї; одночасно протягом 1888—1914 років — викладач креслення Харківського технологічного інституту. У 1909—1914 роках викладав малювання у Харківському міському ремісничому училищі, з 1909 року — у приватній чоловічій гімназії Ракушана, з 1910 року — у приватній жіночій гімназії Давиденка.
За відмінну та ревну службу у 1893 році нагороджений орденом святої Анни ІІІ ступеня.

## Твори
- «Портрет літньої дами» (1875);
- «Портрет народника В. О. Тихоцького» (1880-ті);
- «Дівчина зі свічкою» (1870—1880-ті);
- «Портрет П. 3. Рябкова» (початок 20 століття).